# Oule (rivière)
Pour les articles homonymes, voir Oule.
L'Oule est une rivière affluente de l'Eygues dans la Drôme provençale.

## Géographie
Elle prend sa source à l'est de Montmorin et rejoint l'Eygues à Rémuzat après avoir passé à Sainte-Marie (Hautes-Alpes), La Charce (Drôme), Cornillon-sur-l'Oule. Elle coule vers l'ouest jusqu'à La Motte-Chalancon, puis vers le sud. La longueur de son cours est de 32,7 km.
Le col du Portail permet de relier par la route la haute vallée de la Roanne à la vallée de l'Oule.

### Départements et Villes traversés

#### Hautes-Alpes
- Bruis, Montmorin (source), Sainte-Marie

#### Drôme
- Cornillac, Cornillon-sur-l'Oule, La Charce, La Motte-Chalancon, Rémuzat (embouchure), Rottier

## Affluents
L'Oule a vingt-deux tronçons affluents référencés :
- Béal de Peyroulet (référence SANDRE : V5311000)
- Torrent de Baume Noire (référence SANDRE : V5310520)
- Ruisseau de Counbauche (référence SANDRE : V5311020)
- Ruisseau de Font Sara (référence SANDRE : V5311040)
- Le Rif (référence SANDRE : V5310540)
- Ruisseau de la Maure (référence SANDRE : V5311080)
- Béal de Gogni (référence SANDRE : V5311100)
- Ruisseau d'Usage (référence SANDRE : V5310600)
- Ruisseau de Claret (référence SANDRE : V5311180)
- Torrent des Archettes (référence SANDRE : V5310640)
- Ruisseau de Pommerol (référence SANDRE : V5310680)
- Ruisseau d'Establet (référence SANDRE : V5310720)
- Ruisseau de Piconnet (référence SANDRE : V5310780)
- Le Rif (référence SANDRE : V5310800)
- Ruisseau d'Aiguebelle (référence SANDRE : V5310820)
- Torrent d'Arnayon (référence SANDRE : V5310860)
- Ruisseau des Gravières (référence SANDRE : V5311370)
- Ruisseau de Cénas (référence SANDRE : V5310900)
- Ruisseau de Saint-May (référence SANDRE : V5310880)
- Ravin de Merderi (référence SANDRE : V5311480)
- Ravin de la Charbonnière (référence SANDRE : V5311540)
- Le Rif (référence SANDRE : V5310920)